# Rud. Rasmussens Snedkeri
 Rud. Rasmussens Snedkerier var et dansk familiejet møbelsnedkeri i København, grundlagt i 1869 af Rudolph Rasmussen under navnet Rud. Rasmussens Fabrik for Egetræsmøbler. I 1930 skiftede firmaet navn til Rud. Rasmussens Snedkerier under ledelse af 2. generation, brødrene Rudolf og Victor Rasmussens. I 2011 blev virksomheden solgt til møbelfabrikanten Carl Hansen & Søn, som i 2016 afskedigede alle Rud. Rasmussens Snedkeriers medarbejdere og virksomheden og brandet blev lukket. Enkelte af de modeller, der blev udviklet under Rud. Rasmussens Snedkerier er videreført under navnet Carl Hansen, men tilvejebringes nu i højere grad industrielt og efter lavere kvalitetsstandarder.
Rud. Rasmussens Snedkerier var en familieejet virksomhed, der gik i arv gennem fire generationer. Firmaet fokuserede på at producere håndsnedkererede møbler af høj kvalitet, der har vist sig at være gode investeringsobjekter på såvel danske som internationale auktioner. De danske møbelklassikere er blevet et begreb, som siden slutningen af 1990'erne ikke sjældent er solgt til priser langt over nyprisen, hvor det gode håndværk er blevet en eftertragtet vare.
Snedkeriet, der virkede i 142 år, holdt siden 1875 til på Nørrebrogade 45. Efter mange års kamp med Københavns Borgerrepræsentation fra slutningen af 1970'erne, lykkedes det fjerde generation, snedkermester Jørgen Rud. Rasmussen sammen med sin daværende kompagnon, Helge Kurt Hansen, at få medhold i 1984 og forblive på adressen. Her foregik snedkerproduktion med showroom og butik helt frem til salget af virksomheden i 2011.
Rud. Rasmussens Snedkerier havde i en lang årrække et tæt samarbejde med toneangivende møbelarkitekter, blandt andre Martin Nyrop, Thorvald Bindesbøll, Kaare Klint og Mogens Koch. En række af dansk møbeldesigns klassiske modeller er udviklet i et samarbejdede med Rud. Rasmussens Snedkeriers skiftende snedkermestre. Blandt andre Faaborgstolen, Foldestolen, Safaristolen samt Mogens Kochs reolsystem Byggereolen.